# Су-57
Су-57 (ПАК ФА: на руски: Перспективный Авиационный Комплекс Фронтовой Авиации – Перспективен авиационен комплекс за фронтовата авиация) е 5-о поколение реактивен многоцелеви изтребител, разработен от ОКБ Сухой, за Руските военновъздушни сили.
Настоящият прототип е Сухой Т-50. Су-57 е разработен да замести остарелите руски изтребители 4-то поколение МиГ-29 и Су-27 на руските ВВС като основна бойна единица и за индийските ВВС. Су-57 е разработен като директен отговор на американските F-22 Raptor и F-35 Lightning II. Т-50 прави своя първи полет на 29 януари 2010 г. Неговият втори полет е на 6 февруари 2010 г. До 31 август 2010 г. прототипът извършва общо 17 полета.
Изпълнителният директор на ОКБ Сухой предвижда производство на около 1000 самолета в следващите няколко десетилетия, които ще бъдат произведени съвместно с Индия в пропорция по 200 за Индия и Русия и 600 за други държави. Той анонсира, че индийското участие в проекта е по-скоро във финансов аспект, отколкото в технологичен. Впоследствие Индия се оттегля от проекта като неперспективен. В началото на 2018 г. е съобщено, че поради забавяне при разработването на нов двигател, въвеждането в експлоатация на самолета се отлага с още 3 години.
Очаква се Су-57 да бъде на въоръжение поне 40 г.
Официалните позиции са, че самолета няма да бъде закупен масово от руските ВВС и че е по-добре да се отиде към разработване на самолет от следващо поколение. Руската медия, „ВЗГЛЯД“, нарича Су-57 „скъпа и безполезна играчка“.

## Характеристики (приблизителни)

### Технически характеристики
- Екипаж: 1 човек
- Дължина: 20 m
- Размах на крилото: 14 m
- Височина: 4,8 m
- Площ на крилото: 90 m²
- Маса:
  - празен: 17 500 kg
  - нормална летателна маса:
    - с 63% гориво: 26 510 kg
    - със 100% гориво: 30 610 kg

  - Максимална маса при излитане: 35 480 kg
  - Маса на горивото: 11 100 kg
- Натоварване на крилото:
  - максимална маса при излитане: 394 kg/m²
  - нормална маса при излитане:
    - с 63% гориво: 294 kg/m²
    - със 100% гориво: 330 kg/m²
- Двигател:
  - Тип на двигателя: Газотурбинен, двуконтурен, турбореактивен с форсажна камера и отклоняем вектор на тягата
  - Модел: „АЛ-41Ф1“ (на прототипа и самолетите от първата партида). Двигателят „на втория етап от разработката“ е означен като „Изделие 127“)
  - Тяга:
    - максимална 2 × 8800 (около 11 000 за „Изделие 127“) kgf
    - на форсаж: 2 × 15 000 (около 17 500 за „Изделие 127“) kgf

  - Маса на двигателя: 1350 kg
  - Управление вектора на тягата:
    - Ъгли отклонение на вектора на тягата: ±16° във всяка посока, ±20° по верикала и хоризонтала
- Тяговъоръженост:
  - нормална маса при излитане:
    - с 63% гориво: 1,13 (~1,36 с „Изделие 127“) kgf/kg
    - c 100% гориво: 0,98 (~1,18 с „Изделие 127“) kgf/kg

  - максимална маса при излитане: 0,85 (~1,01 с „Изделие 127“) kgf/kg

### Летателни характеристики
- Макс. скорост на височина: 2125 – 2600 km/h (2,0 – 2,45 Мах)
- Макс. безфорсажна скорост: 1300 – 2100 km/h (1,1 – 2 Мах)
- Обхват:
  - на крайцерска скорост:
    - с 63% гориво: 2700 km
    - със 100% гориво: 4300 km
    - с 2 външни резервоара: 5500 km

  - на безфорсажна свърхзвукова скорост:
    - с 63% гориво: 1200 km
    - со 100% гориво: 2000 km
- Продължителност на полета: до 5,8 h
- Таван на полета: 20000 m
- Скороподемност 350 m/s
- Дължина пробег: 350 m
- Максимално натоварване: + 10 – 11 g
- ЕОП: по данни от различни източници до 0,005 – 0,3 m²

## Участие на Индия в програмата
Предполагаемо, като за начало индийските ВВС щяха да бъдат снабдени с 50 едноместни изтребители, произведени по изискванията на руските ВВС, а останалите самолети ще бъдат произведени като двуместни по изискване на Индия, като електрониката и отбранителната система на самолета ще бъдат произведени от индийски предприятия.
Първата партида самолети ще бъде доставена без двигатели за изтребители 5-о поколение, а с усъвършенстваните двигатели на настоящия изтребител 4-то поколение Су-35. Новите двигатели от 5-о поколение се разработват от НПО Сатурн и се очаква да влязат в употреба след около 5 до 10 години.
След множество инциденти основно с руски самолети МИГ-29 и неуредици с техническото им обслужване и ремонт в Русия, ВВС на Индия решават да се изтеглят от програмата за създаване и придобиване на самолети от ново поколение СУ-57 от Русия. На 20 октомври 2017 в „Defense News“ е съобщено, че Индия възнамерява да спре участието си в програмата, за което като основна причина се изтъква несъвършенството на СУ-57 и неспособността му да посрещне изискванията на ВВС на Индия, сравнен с американския F-35, по отношение на модулността на двигателите и възможностите им за обслужване, както и относно стелт възможностите на самолета.

## Подобни самолети
- F-22
- F-35
- Су-47
- МиГ 1.44
- Су-37
- Су-35БМ